# アジアバスケットボールリーグ
ABAクラブチャンピオンシップ（ABA Club Championship）は、アジアバスケットボール協会（Asian Basketball Association、略称：ABA）が主催するバスケットボールの国際大会。「ABAチャンピオンシップゲーム」とも称される。ABAはFIBAアジアからは独立しているものの、FIBAアジアにおいて唯一活動を承認されている組織である。

## 歴史・概略
1992年にアジアバスケットボール振興を目的としてABAが設立され、第1回大会が開催された。
東アジア地域における各国のクラブチーム及び選抜チームが参加し、総当りで戦う。
1999年から2001年までは「アジアバスケットボールスーパーリーグ（Asian Basketball Super League）」として開催。
2000年大会は発足を控えたNBAデベロップメント・リーグ選抜チームも参加。
2001年よりセントラル方式に移行。

## 日本からの参加
日本からは1999年に選抜チームで初参加。国立代々木競技場第二体育館と横浜アリーナを会場として展開された。しかし決勝トーナメントは中止。
2000年もまた選抜チームを送り込んだ。
2001年はオールジャパン覇者のいすゞ自動車ギガキャッツが参加。準優勝となった。
その後、日本からの参加は途絶えるが、2008年より2年連続でレラカムイ北海道が出場。
2010年は浜松・東三河フェニックスがbjリーグから初めて出場。

## 歴代記録
| 年   | 開催地 | 優勝                 | 決勝記録              | 準優勝                   |
| ---- | ------ | -------------------- | --------------------- | ------------------------ |
| 1998 |        |                      |                       |                          |
| 1999 | 各国   | 決勝トーナメント中止 | 決勝トーナメント中止  | 決勝トーナメント中止     |
| 2000 | 各国   | NBAアンバサダー      | 95-78 103-111 103-680 | CBA                      |
| 2001 | 上海   | ソウル三星サンダース | 74-64 80-76           | いすゞ自動車ギガキャッツ |
| 2008 | 東莞   | 広東サザンタイガース | 80-71                 | レラカムイ北海道         |
| 2009 | 蘭州   | マフラム・テヘラン   |                       | 北京オリンピアンズ       |
| 2010 | 海寧   |                      |                       |                          |
| 2011 | 広州   |                      |                       |                          |
| 2012 |        |                      |                       |                          |
| 2013 |        |                      |                       |                          |